# Seth MacFarlane
Seth Woodbury MacFarlane (ur. 26 października 1973 w Kent) – amerykański animator, scenarzysta, producent telewizyjny, reżyser i aktor dubbingowy.
MacFarlane jest twórcą seriali telewizyjnych Family Guy (od 1999) i The Orville (od 2017), a także współtwórcą serialu telewizyjnego American Dad! (od 2005) i The Cleveland Show (2009–2013). Napisał, wyreżyserował i zagrał w filmach Ted (2012), Ted 2 (2015) oraz Milion sposobów, jak zginąć na Zachodzie (2014).
Wystąpił gościnnie w kilku serialach telewizyjnych, takich jak Kochane kłopoty, The War at Home, Star Trek: Enterprise i FlashForward. W 2008 roku stworzył swój własny serial na YouTube zatytułowany Cavalcade of Cartoon Comedy Setha MacFarlane’a. W 2009 roku został uhonorowany nagrodą Webby Award for Film & Video Person of the Year. Okazjonalnie przemawia na uniwersytetach i uczelniach w całych Stanach Zjednoczonych. Jest aktywistą na rzecz praw gejów.
MacFarlane występował jako wokalista w kilku znanych miejscach, m.in. w Carnegie Hall w Nowym Jorku i Royal Albert Hall w Londynie. MacFarlane wydał pięć studyjnych albumów inspirując się jego muzycznym idolem Frankiem Sinatrą.
Za swoją twórczość muzyczną był nominowany do pięciu nagród Grammy. MacFarlane był gospodarzem 85. edycji Academy Awards w 2013 roku, a także był nominowany do najlepszej oryginalnej piosenki "Everybody Needs a Best Friend" która znalazła się w filmie Ted (2012).

## Życiorys

### Wcześniejsza kariera
MacFarlane jest absolwentem w Kent School w Connecticut. Studiował sztukę animacji w Rhode Island School of Design, gdzie zainspirowany Rhode Island wpadł na pomysł Family Guy. W czasach college’u stworzył film krótkometrażowy nazwany The Life of Larry. Po ukończeniu szkoły pracował dla Hanna-Barbera Productions, a później pracował dla Cartoon Network jako animator i scenarzysta kilku krótkometrażówek z serii Co za kreskówka!, a później w serialach Laboratorium Dextera, Johnny Bravo i Krowa i Kurczak. Był również scenarzystą serialu animowanego opartego na filmie Ace Ventura: Psi detektyw.

### Family Guy
Seth MacFarlane użyczał swego głosu wielu głównym bohaterom show Family Guy oraz był jego animatorem. W serialu Family Guy MacFarlane podkładał głos: Petera – głównego bohatera, Briana – elokwentnego psa-alkoholika, Stewie’ego – najmłodszego syna Petera, Glenna – sąsiada i Toma Tuckera – prezentera lokalnych wiadomości oraz innych postaci, które pojawiały się tylko okazjonalnie. Otrzymał za to 5 nagród Emmy kolejno w latach: 2000, 2002, 2016, 2017 i 2019 w kategorii Najlepszy występ dubbingowy.

### American Dad!
Pierwszy raz był emitowany 6 lutego 2005 po Super Bowl XXXIX. Później był regularnie emitowany w telewizji FOX począwszy od 1 maja 2005. Film skupia się na życiu Stana Smitha – agenta CIA przekonanego, że terroryści są wszędzie. Bohater serialu ma kochającą żonę i dwoje dzieci, w jego domu mieszkają też: Roger, obcy, którego Stan uratował ze Strefy 51, i Klaus – gadająca złota rybka. W 2006 telewizja FOX wyprodukowała kolejne dwa sezony American Dad!. Seth udzielił głosu Stanowi i Rogerowi, a jego siostra Rachael: córce Stana – Hayley.